# 布萊基斯頓 (特拉華州)
布萊基斯頓（英語：Blackiston）是位於美國特拉華州肯特縣的一個非建制地區。該地的面積和人口皆未知。

## 地理
布萊基斯頓的座標為39°16′14″N 75°42′02″W / 39.27056°N 75.70056°W，而該地的平均海拔高度為21米（即69英尺）。